# ملعب فلورنسيو سولا
استاد فلورنسيو سولا (بالإنجليزية: Estadio Florencio Sola)‏ هو ملعب كرة قدم يقع في بوينس آيرس، الأرجنتين، يتسع لـ 34,901 متفرج.

## التاريخ
افتتح الملعب في 1940. تم تجديده في 2006.